# Campeonato Mundial de Natação em Piscina Curta de 2012 - 400 m medley masculino
A prova dos 400 metros nado medley masculino do Campeonato Mundial de Natação em Piscina Curta de 2012 foi disputado em 13 de dezembro em Istambul  na Turquia.

## Recordes
Antes desta competição, os recordes mundiais e do campeonato nesta prova eram os seguintes:
|       | Nome        | Nacionalidade  | Tempo   | Local | Data                   |
| ----- | ----------- | -------------- | ------- | ----- | ---------------------- |
| WR CR | Ryan Lochte | Estados Unidos | 3:55.50 | Dubai | 16 de dezembro de 2010 |

## Medalhistas
| Ouro             | Prata             | Bronze                |
| Daiya Seto (JPN) | László Cseh (HUN) | Dávid Verrasztó (HUN) |

## Resultados

### Eliminatórias
As eliminatórias ocorreram dia 13 de dezembro. 
| Colocação | Bateria | Raia | Nome                           | Tempo   | Notas |
| --------- | ------- | ---- | ------------------------------ | ------- | ----- |
| 1         | 5       | 4    | Daiya Seto (JPN)               | 4:04.28 | Q     |
| 2         | 4       | 4    | László Cseh (HUN)              | 4:04.61 | Q     |
| 3         | 4       | 5    | Gal Nevo (ISR)                 | 4:05.99 | Q     |
| 4         | 3       | 4    | Dávid Verrasztó (HUN)          | 4:06.64 | Q     |
| 5         | 4       | 3    | Diogo Carvalho (POR)           | 4:07.42 | Q     |
| 6         | 5       | 5    | Kosuke Hagino (JPN)            | 4:07.78 | Q     |
| 7         | 3       | 5    | Chris Christensen (DEN)        | 4:08.38 | Q     |
| 8         | 5       | 1    | Michael Weiss (USA)            | 4:08.46 | Q     |
| 9         | 3       | 3    | Travis Mahoney (AUS)           | 4:09.59 |       |
| 10        | 4       | 0    | Liu Weijia (CHN)               | 4:09.76 |       |
| 11        | 4       | 6    | Jakub Maly (AUT)               | 4:10.18 |       |
| 12        | 5       | 9    | Stephen Schmuhl (USA)          | 4:10.38 |       |
| 13        | 4       | 1    | Michael Meyer (RSA)            | 4:11.08 |       |
| 14        | 5       | 2    | Roberto Pavoni (GBR)           | 4:11.17 |       |
| 15        | 4       | 2    | Jan Świtkowski (POL)           | 4:11.60 |       |
| 16        | 3       | 6    | Yury Suvorau (BLR)             | 4:12.36 | NR    |
| 17        | 5       | 6    | Victor Bromer (DEN)            | 4:12.70 |       |
| 18        | 3       | 1    | Matthew Johnson (GBR)          | 4:13.75 |       |
| 19        | 5       | 8    | Aleksey Derlyugov (UZB)        | 4:14.42 |       |
| 20        | 3       | 9    | Alexis Santos (POR)            | 4:14.44 |       |
| 21        | 3       | 2    | Esteban Enderica (ECU)         | 4:14.60 |       |
| 22        | 5       | 3    | Maksym Shemberev (UKR)         | 4:14.89 |       |
| 23        | 4       | 7    | Taki M'Rabet (TUN)             | 4:15.52 |       |
| 24        | 4       | 8    | Karol Zaczynski (POL)          | 4:15.55 |       |
| 25        | 5       | 7    | Pedro Pinotes (ANG)            | 4:16.20 |       |
| 26        | 3       | 8    | Christoph Meier (LIE)          | 4:17.68 |       |
| 27        | 3       | 7    | Kristian Kron (SWE)            | 4:18.17 |       |
| 28        | 2       | 3    | Esteban Paz (ARG)              | 4:18.54 | NR    |
| 29        | 2       | 5    | Richard Nagy (SVK)             | 4:22.01 | NR    |
| 30        | 3       | 0    | Pang Sheng Jun (SIN)           | 4:23.98 |       |
| 31        | 2       | 6    | Marko Blaževski (MKD)          | 4:24.62 |       |
| 32        | 1       | 6    | Andrew Rutherford (BOL)        | 4:26.13 | NR    |
| 33        | 2       | 2    | Ayman Klzie (SYR)              | 4:26.32 |       |
| 34        | 4       | 9    | Vasilii Danilov (KGZ)          | 4:26.70 |       |
| 35        | 2       | 1    | Jean Luis Gómez (DOM)          | 4:28.05 |       |
| 36        | 5       | 0    | Sobitjon Amilov (UZB)          | 4:29.28 |       |
| 37        | 2       | 7    | Yeziel Morales (PUR)           | 4:30.70 |       |
| 38        | 1       | 5    | Charles Alexander Keller (PAN) | 4:32.10 |       |
| 39        | 2       | 8    | Agnishwar Jayaprakash (IND)    | 4:35.81 |       |
| 40        | 2       | 0    | Arvind Mani (IND)              | 4:39.80 |       |
| 41        | 2       | 9    | Khader Baqleh (JOR)            | 4:54.29 |       |
| 42        | 1       | 4    | Franc Aleksi (ALB)             | DSQ     |       |
| 42        | 2       | 4    | Anton Sveinn McKee (ISL)       | DSQ     |       |
| 43        | 1       | 3    | Marcos Lavado (VEN)            | DNS     |       |

### Final
A final teve sua disputa realizada em 13 de dezembro. 
| Colocação         | Raia | Nome              | Nacionalidade  | Tempo   | Notas |
| ----------------- | ---- | ----------------- | -------------- | ------- | ----- |
| Medalha de ouro   | 4    | Daiya Seto        | Japão          | 3:59.15 | AS    |
| Medalha de prata  | 5    | László Cseh       | Hungria        | 4:00.50 |       |
| Medalha de bronze | 6    | Dávid Verrasztó   | Hungria        | 4:02.87 |       |
| 4                 | 7    | Kosuke Hagino     | Japão          | 4:04.13 |       |
| 5                 | 3    | Gal Nevo          | Israel         | 4:04.29 | NR    |
| 6                 | 1    | Chris Christensen | Dinamarca      | 4:06.81 |       |
| 7                 | 8    | Michael Weiss     | Estados Unidos | 4:07.67 |       |
| 8                 | 2    | Diogo Carvalho    | Portugal       | 4:09.95 |       |

Legenda
| Recorde mundial       | Recorde mundial (World record)               |                       | Recorde africano                      | Recorde africano (African) |                                           | Q | Classificado por posição (Qualified) |
| Recorde do campeonato | Recorde do campeonato (Championship record)  | Recorde da América    | Recorde da América (Americas)         | q                          | Classificado por melhor tempo (Qualified) |   |                                      |
| Melhor marca do ano   | Melhor marca do ano (World leading)          | Recorde asiático      | Recorde asiático (Asian)              | DNS                        | Não largou (Did not start)                |   |                                      |
| Recorde nacional      | Recorde nacional (National record)           | Recorde europeu       | Recorde europeu (European)            | DNF                        | Não terminou (Did not finish)             |   |                                      |
| Recorde pessoal       | Recorde pessoal do atleta (Personal best)    | Recorde da Oceania    | Recorde da Oceania (Oceania)          | DSQ / DQ                   | Desclassificado (Disqualified)            |   |                                      |
| Recorde da temporada  | Recorde da temporada do atleta (Season best) | Recorde sul-americano | Recorde sul-americano (South America) | NM                         | Sem marca (No mark)                       |   |                                      |